# Sphegigaster hexomyzae
Sphegigaster hexomyzae är en stekelart som beskrevs av Vikberg 1983. Sphegigaster hexomyzae ingår i släktet Sphegigaster och familjen puppglanssteklar.
Artens utbredningsområde är Finland. Inga underarter finns listade i Catalogue of Life.